# Вероника Герин
Вероника Герин (енгл. Veronica Guerin; 5. јул 1959 — 26. јун 1996) била је ирска репортерка и новинарка. Била је успешна у спортовима у средњој школи захваљујући чему је касније играла у фудбалској и кошаркашкој репрезентацији Ирске. Године 1990. је почела новинарску каријеру и писала за Sunday Business Post и Sunday Tribune. Убијена је у свом аутомобилу 26. јуна 1996. године. За убиство су касније оптужене криминалне организације повезане са дрогом.